# 紀元前296年
紀元前296年（きげんぜん296ねん）は、ローマ暦の年である。
当時は、「アッピウス・クラウディウス・カエクスとルキウス・ウォルムニウス・フランマ・ウィオレンスが共和政ローマ執政官に就任した年」として知られていた（もしくは、それほど使われてはいないが、ローマ建国紀元458年）。紀年法として西暦（キリスト紀元）がヨーロッパで広く普及した中世時代初期以降、この年は紀元前296年と表記されるのが一般的となった。

## 他の紀年法
- 干支 : 乙丑
- 日本
  - 皇紀365年
  - 孝安天皇97年
- 中国
  - 周 - 赧王19年
  - 秦 - 昭襄王11年
  - 楚 - 頃襄王3年
  - 斉 - 湣王5年
  - 燕 - 昭王16年
  - 趙 - 恵文王3年
  - 魏 - 襄王23年
  - 韓 - 襄王16年
- 朝鮮
  - 檀紀2038年
- ベトナム :
- 仏滅紀元 : 249年
- ユダヤ暦 :

## できごと

### ギリシア
- プトレマイオス1世はデメトリオス1世と和平を結び、娘を婚約させた。

### 共和政ローマ
- ベローナに捧げられた神殿がローマのCircus Flaminiusに建設された。

### 中国
- 斉・韓・魏・趙・宋が連合して秦を攻撃し、塩氏まで進軍して引き上げた。秦は韓に武遂を、魏に封陵を返還して講和した。
- 趙の主父が中山国を滅ぼし、中山王尚を膚施に移した。
- 趙の主父が長男の公子章を代に封じて、安陽君と号させた。

## 死去
- 懐王 - 楚の王
- 襄王 - 魏の王
- 襄王 - 韓の王